# Técnicas de neutralización

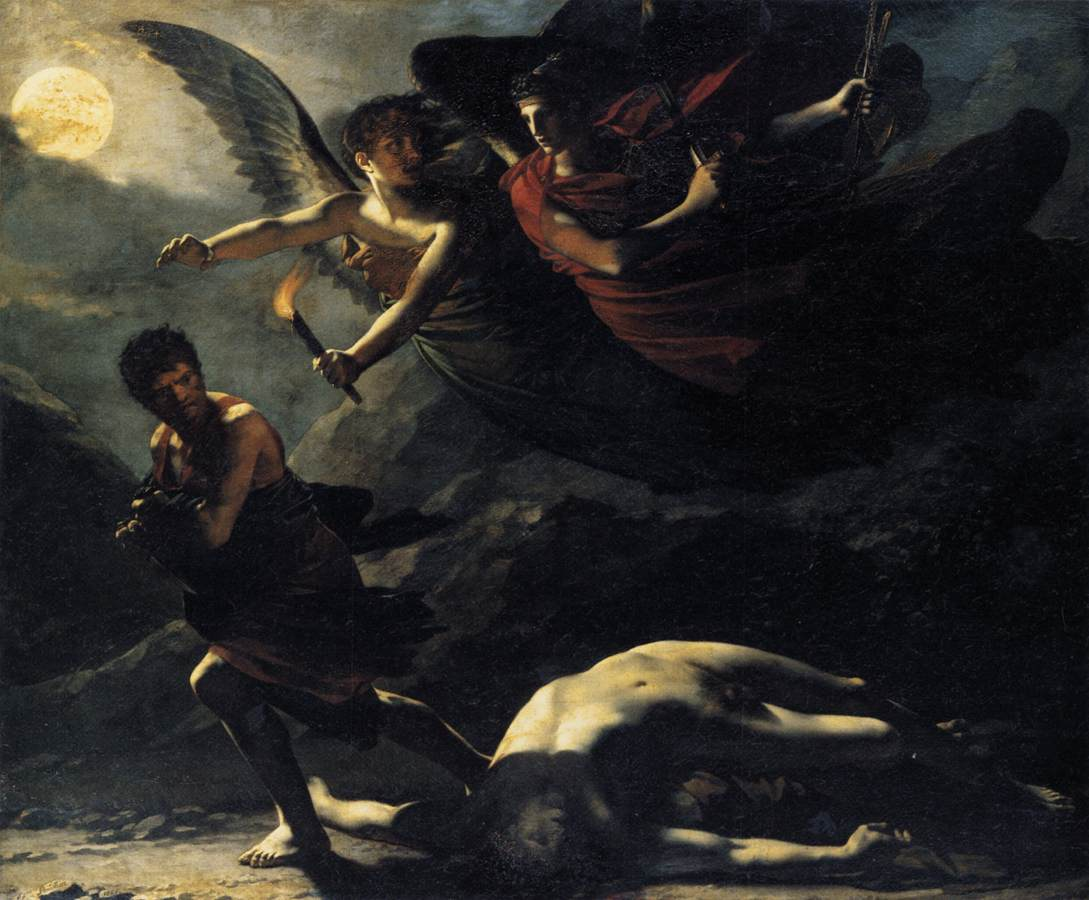
La Justicia (Dike, a la izquierda) y la Venganza Divina (Nemesis, derecha) persiguen al criminal asesino.

Las técnicas de neutralización son una serie de métodos que aquellos que cometen actos ilícitos utilizan temporalmente para neutralizar ciertos valores dentro de sí mismos que normalmente les prohíbirían la realización de tales actos, tales como la moral, la obligación de cumplir con la ley, y así sucesivamente. En términos más simples, es un método psicológico para que la gente neutralice sus represiones interiores cuando hacen, o están a punto de hacer algo que ellos mismos perciben como incorrecto.

## La teoría
La idea de estas técnicas fue postulada por David Matza y Gresham Sykes durante su trabajo sobre la teoría de la Asociación Diferencial de Edwin Sutherland en la década de 1950. La teoría de Matza y Sykes afirma que las personas están siempre conscientes de su obligación moral de cumplir con la ley, y portan la obligación moral dentro de sí mismos de evitar actos ilícitos. Por lo tanto, cuando una persona comete actos ilícitos, debe emplear algún tipo de mecanismo para silenciar la culpa  de no acatar estas obligaciones morales.
Esta teoría rechaza otros enfoques que sugieren que los grupos delincuentes han creado sus propios códigos morales, reemplazando completamente las obligaciones morales. Por lo tanto, Matza y Sykes fueron capaces de explicar cómo los delincuentes derivan continuamente entre estilos de vida legítimos e ilegítimos, ya que retienen el código moral en lugar de limpiarlo para ser reemplazado por otro ilegítimo, tal como las teorías anteriores habían sugerido.
Aunque Matza y Sykes estaban investigando sobre delincuencia juvenil, creían que las mismas técnicas podían encontrarse a lo largo de la sociedad. Publicaron estas ideas ideas en la Delincuencia y valores subterráneos de 1971.

## Las técnicas
La teoría se construye sobre cuatro observaciones:
- Los delincuentes expresan sentimiento de culpa por sus actos ilegales.
- Los delincuentes con frecuencia respetan y hasta admiran a los individuos honestos, respetuosos de la ley.
- Se dibuja una línea entre aquellos con quienes se puede victimizar y aquellos que no.
- Los delincuentes no son inmunes a las demandas de conformidad.

Estas teorías fueron traídas de la criminología positivista, que analizó las perspectivas epistemológicas de la delincuencia.
De estos, Matza y Sykes crearon los siguientes métodos, mediante los cuales, se cree, los delincuentes justifica sus actuaciones ilegítimas:
- La negación de la responsabilidad. El delincuente va a proponer que fue víctima de las circunstancias o se vio obligado por situaciones fuera de su control.[2]
- La negación del daño. El delincuente insiste en que sus acciones no causan ningún daño o perjuicio.[2]
- La negación de la víctima. El delincuente cree que la víctima merecía cualquier acción que el delincuente cometió.[2]
- La condena a los condenadores. Los delincuentes mantienen que los que condenan su delito lo hacen por puro despecho, o están dirigiendo la culpa hacia ellos injustamente.[2]
- La apelación a una mayor lealtad. El delincuente sugiere que su delito era por un bien mayor, con consecuencias a largo plazo que podrían justificar sus acciones, tales como la protección de un amigo.[2]

Los cinco métodos de neutralización generalmente se manifiestan en forma de argumentos, tales como:
- "No fue mi culpa"
- "No fue una gran cosa. Podían permitirse la pérdida"
- "Ellos se lo buscaron"
- "Usted fue tan malo como en su día"
- "Mis amigos me necesitaban. ¿Qué iba a hacer?"[3]

## Aceptación
La investigación sobre esta teoría ha producido resultados concluyentes. Los delincuentes han encontrado tanto con una sólida creencia en sus obligaciones morales, como sin. Travis Hirschi, un teórico del vínculo social, también se planteó la cuestión de si el delincuente desarrolla estas técnicas para neutralizar sus reparos con respecto a su ofensa antes o después de comter el delito.
La Teoría de la neutralización fue introducida por Sykes y Matza en 1957, frente al entonces vigente pensamiento criminológico. Este sostenía que los delincuentes recurrían al crimen porque adherían a una subcultura de valores y reglas opuestas a la mayoría, que promovía el quebrantamiento de la ley y la violencia. La investigación posterior reveló que la formulación de Sykes y Matza podía explicar el comportamiento de las "personas convencionales" y no sólo la de los "no convencionales", tales como "los delincuentes de calle". El profesor Volkan Topalli, de la Universidad Estatal de Georgia, en su artículo La Naturaleza Seductora del Crimen Autotélico: Cómo la Teoría de la Neutralización sirve como Condición de Contorno para la Comprensión del crimen callejero, explica que para estos grupos "la culpa no es un problema en absoluto, porque sus crímenes no sólo se consideran aceptables, sino atractivos y deseables".